# Piksinranta
Piksinranta is een dorp of terrein (terräng) binnen de Zweedse gemeente Kiruna. Het dorp wordt als klein dorp in de Zweedse statistiektabellen genoemd, het ligt nabij het dorp Kurravaara.